# Biak
Biak is een eiland van Indonesië gelegen in de Geelvinkbaai in de Indonesische provincie Papoea, en tevens de hoofdstad van het eiland, Biak-stad. Biak vormt samen met Numfor en de Padaido-eilanden het Indonesische district (kabupaten) Biak-Numfur. Biak maakte in de periode 1948-1962 deel uit van Nederlands-Nieuw-Guinea en vormde met bovengenoemde eilanden het district Schouteneilanden.

## Geologie
Biak is ongeveer 50 kilometer lang en 18 kilometer breed. Het is door een smalle zeestraat gescheiden van het zustereiland Supiori. Biak ligt in een grote baai die deel uitmaakt van de Grote Oceaan. Het eiland geldt als oceanisch, en heeft waarschijnlijk gedurende de ijstijden nooit verbinding gehad met het vasteland van Nieuw-Guinea. Mede als gevolg daarvan komen op Biak enkele endemische diersoorten voor.
Biak is opgebouwd uit kalksteen, gevormd uit koraal. Door de tektonische werking van de aardkorst is Biak in de loop der eeuwen opgestuwd, waardoor het een aantal kalkplateaus kent, met steile kliffen van soms meer dan 60 meter hoog. In een aantal van die kliffen komen diepe grotten voor. Biak is verder tamelijk vlak. Alleen het westen van het eiland is heuvelachtig. De hoogste toppen van het eiland bereiken een hoogte van 700 meter.
Biak is omringd door koraalriffen. Fraaie koraalriffen zijn te vinden rond een archipel van kleine eilandjes ten zuidoosten van Biak met de naam Padaido-eilanden. De eilandjes liggen op de rand van een oude vulkaan en vormen samen een atol. Biak is door de ligging nabij een breuklijn in de aardkorst gevoelig voor aardbevingen. In 1996 werd het oosten van het eiland getroffen door een zware aardbeving en een tsunami, waardoor aanzienlijke schade ontstond.

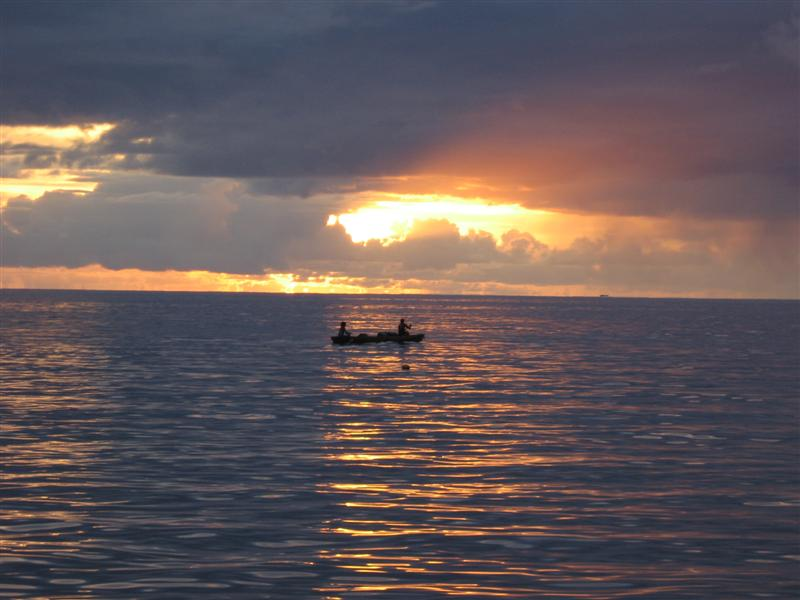
Zonsondergang op Biak

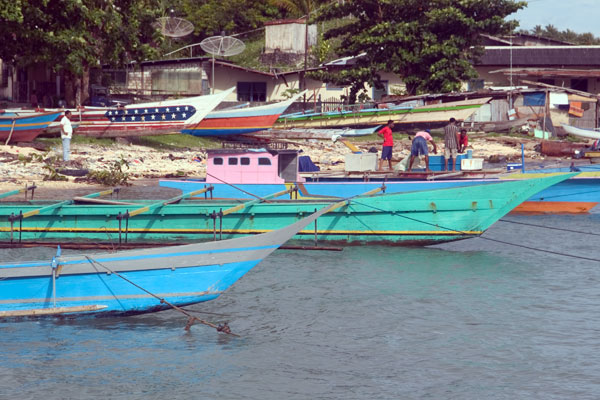
Vissersboten op Biak

## Bevolking
De bevolking van Biak heeft een sterk zeevarende traditie. Als gevolg daarvan hebben Biakkers door de eeuwen heen veel contacten onderhouden met volken van de kustgebieden en eilanden van Nieuw-Guinea. Hun invloed reikte tot in de Molukken en Noord-Sulawesi. Mede als gevolg van de harde koraalgrond van het eiland werd het de bewoners moeilijk gemaakt landbouw te bedrijven. Biakkers zochten daarom snel hun heil elders en vestigden zich op andere eilanden, of stichtten kleine kolonies langs de kust van het vasteland van Nieuw-Guinea. Met andere volken werd handel gedreven. De bevolking van Biak is ook berucht geweest om de zogenaamde raaktochten, rooftochten op dorpen elders in Nieuw-Guinea of zelfs in de Molukken en het noorden van Sulawesi.
De meest westelijke vestiging van Biakkers buiten hun eigen eiland vond plaats op de Raja Ampat-eilanden tussen Nieuw-Guinea en de Molukken. De mythische held Gura Besi trouwde met een dochter van sultan Jamaluddin van Tidore (1495-1512) in de Molukken en vestigde zich op de eilandengroep. Later erfden de vier zonen van Gura Besi ieder een van de eilanden, waardoor de eilandengroep de naam "de eilanden van de vier koningen" of Raja Ampat Eilanden kreeg.
Biak maakte deel uit van het sultanaat van Tidore in de Molukken. De voornaamste bemoeienis van de sultan met het gebied bestond uit het houden van hongitochten, oorlogs- en rooftochten met prauwen. De Biakkers antwoordden hierop met hun gevreesde raaktochten.
Door de bevolking van Biak wordt Biaks gesproken.

## Mythologie
Evenals veel andere volken van Nieuw-Guinea kennen de Biakkers een geloof in de terugkeer van een paradijselijke staat, die zij in een ver verleden zijn kwijtgeraakt. Ooit zal de tijd komen dat de mensen hun lichamelijke bestaan van ziekte, ouderdom en dood achter kunnen laten en kunnen leven als de lichaamsloze zielen van de overledenen in het land der zielen. Biakkers noemen die toestand koreri. Een van de mythische voorouders is Manarmakeri, ook wel Manseren Manggundi genoemd. Onder de naam Jawi Numjado vond hij in de bergen bij het heilige kustdorpje Sopen een grot, die de toegang tot het paradijselijke zielenland bleek te zijn. Jawi Numjado zag de paradijselijke staat waarin de overledenen verkeerden, en besefte dat hij aan koreri geen deel had. Hij verloor zijn levenszin en liet zich verwaarlozen. Biakkers noemden hem Manarmakeri, de schurftige, en niemand nam hem serieus.
Hij verhuisde naar het eilandje Meok Wundi in de Padaidoarchipel. Daar werd hij door de Morgenster ingewijd in het geheim van overvloed, geluk en eeuwig leven, koreri. Hij kreeg een zoon bij de jonge prinses Insoraki, maar werd door de mensen gemeden. Op gezag van de Morgenster maakte hij een vuur van ijzerhout, waarin hij zich reinigde en als een jonge man terugkeerde. Hij nam de naam Manseren Manggundi (machtige heer) aan. Met een prauw reisde hij naar het oosten en bezocht de eilanden en kustgebieden van Nieuw-Guinea. Overal ontmoette hij onbegrip. Uiteindelijk vertrok hij naar het westen, vanwaar hij nooit is teruggekeerd. De paradijselijke staat koreri wordt pas gerealiseerd als Manarmakeri weer uit het westen terugkeert, en daar is het wachten op.

## Koreribeweging
De komst van blanken uit het westen met onbekende maar gewilde goederen heeft mensen in Biak soms doen geloven dat de tijd van de terugkeer van de heilstaat nabij is. Het geloof in een paradijselijke staat bleek bovendien raakvlakken te hebben met het christelijk geloof. In de eerste helft van de 20e eeuw ontstonden daardoor zogenaamde cargo-cults, waarbij het geloof in de terugkeer van de heilstaat gekoppeld is aan de door westerlingen meegebrachte goederen.
Net voor de Tweede Wereldoorlog ontstond de zogenaamde koreribeweging. Een ernstig zieke vrouw van het eiland Supiori met de naam Angganitha werd verbannen naar een afgelegen eiland. Ze genas daar echter en na enige tijd keerde ze terug. De genezing werd door de Biakkers als een wonder beschouwd en de vrouw zou beschikken over magische krachten. Er ontstond een beweging rondom de vrouw die door de Nederlandse machthebbers niet op prijs werd gesteld. Angganita werd gearresteerd, maar werd later vrijgesproken. Ze beweerde echter dat er door de Europeanen een pagina uit de Bijbel was gescheurd, waaruit zou blijken dat Jezus Christus dezelfde zou zijn als Manarmakeri.
Angganita noemde zichzelf Maria en de beweging groeide sterk. Maria werd opnieuw gevangengezet. De beweging kreeg een nieuwe leider genaamd Stephanus, die een deel van de aanhang omvormde tot een legertje. Dit gebeurde tijdens de inval van de Japanners op Biak in de Tweede Wereldoorlog. De Japanners lieten Angganita en Stephanus onthoofden en hoopten dat de koreribeweging daarmee ter ziele zou gaan. Stephanus' opvolger Stephen Wanda riep zichzelf uit tot koning van Supiori, en had plannen de begeerde goederen van de westerling zelf te gaan maken. Hij liet de bevolking in het zand graven naar olie, en liet een huis bouwen in de vorm van een vliegtuig. Met het legertje ging hij de strijd aan met de Japanners, hetgeen leidde tot een massaslachting onder de koreriaanhangers.

## Korwarbeelden
Biak staat bekend om de zogenaamde korwarbeelden. De beelden worden gemaakt van hout en stellen een klein formaat mensen in hurkende houding voor, met een opvallend groot hoofd. De beelden worden gemaakt ter ere van de overledenen, en zij zijn bedoeld om de dolende, lichaamsloze zielen een nieuw lichaam aan te bieden. In traditionele korwarbeelden wordt de schedel van de overledene gebruikt. In het begin van de 20e eeuw is dit gebruik echter door de Nederlandse machthebbers verboden. De beelden worden in huis geplaatst en dienen om aan de overledenen advies te vragen over diverse problemen. Gaat het korwarbeeld bewegen, dan dreigt gevaar en wordt een geplande onderneming afgeraden.

## Biak in de Tweede Wereldoorlog

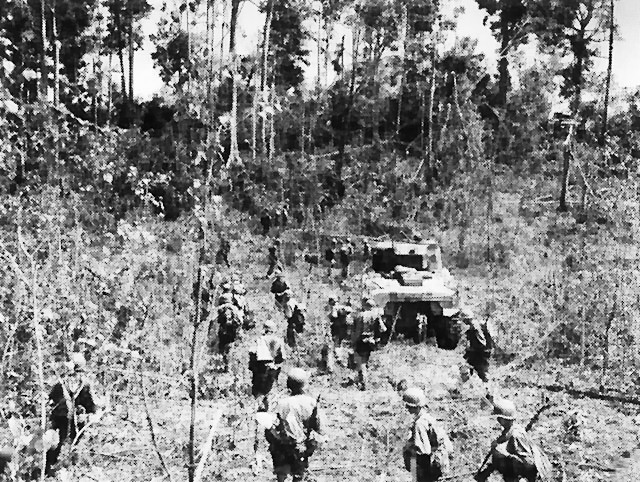
Aanval op Biak, 1944

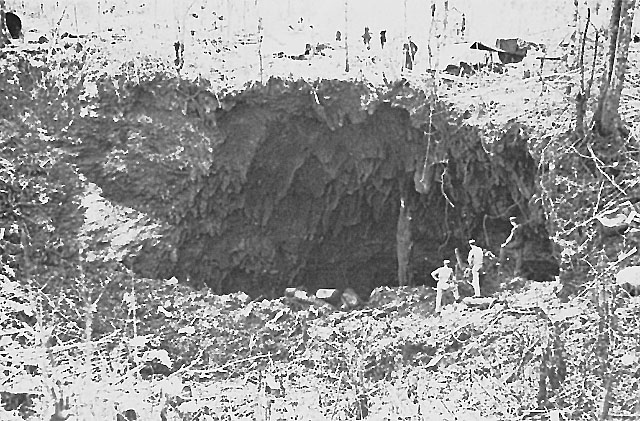
Grotten waar Japanners zich in 1944 verschanst hadden

Tijdens de Tweede Wereldoorlog is Biak door de Japanners bezet. De op het eiland aanwezige Nederlanders en andere westerlingen werden naar diverse jappenkampen in Indonesië afgevoerd. De bezetting duurde tot in juni 1944. Na de aanval van de Japanners op Pearl Harbor waren de Amerikanen in de tegenaanval gegaan en probeerden onder leiding van Generaal Douglas MacArthur de Japanners terug te dringen. Bij een verrassingsaanval op Hollandia aan de Humboldtbaai hadden de Japanners weinig weerstand gegeven. De Amerikanen richtten er een grote basis in van waaruit het overige deel van de Grote Oceaan van de Japanners bevrijd moest worden.
Toen de Amerikanen in juni 1944 bij Biak aankwamen, waren de Japanners voorbereid. De Japanse kolonel Naoyuki Kuzume zag de Amerikanen komen en verschanste zich met het leger in de talloze grotten in de kalkplateaus van Biak. Tijdens landing bij Bosnik op Oost-Biak kregen de Amerikanen weinig tegenstand. Kolonel Kuzume hield echter een groot deel van het Japanse leger achter om de Amerikanen in de val te laten lopen. Bovendien liet Kuzume nog 10.000 man extra troepen uit Manokwari komen. De Amerikanen hadden het plan het onder Nederland bewind aangelegde vliegveld Mokmer bij Biak-stad te veroveren en enkele andere plaatsen in te nemen. Uiteindelijk brandde een strijd los, waarbij de Amerikanen dreigden te verliezen. Pas toen de Amerikanen de grotten begonnen te bestoken met TNT en vliegtuigbrandstof werden de Japanners tot overgave gedwongen. De strijd kostte 400 Amerikanen en 4.700 Japanners het leven.

## Biak-stad

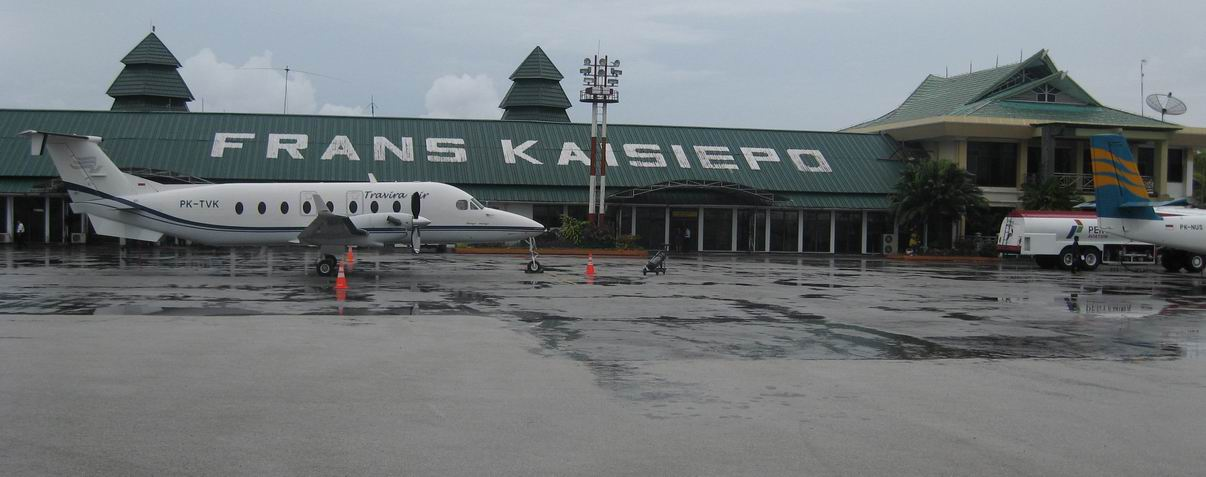
Frans Kaisiepo Airport

Biak-stad is de hoofdplaats van Biak. Ruim de helft van de bevolking van Biak woont hier. De stad telt ruim 60.000 inwoners. Mede onder invloed van het transmigratiebeleid van president Soeharto in de periode tussen 1980 en 2000 is de bevolking sterk heterogeen geworden. Naast de Biakkers hebben zich talloze nieuwe bewoners gevestigd, afkomstig van andere Indonesische eilanden. Het gaat daarbij onder andere om transmigranten uit de Molukken en uit Manado op Noord-Sulawesi, maar ook om Javanen. Als gevolg van de toevloed van bewoners van buiten Nieuw-Guinea is het Aziatische aspect van de stad verder uitgebouwd. Biak-stad heeft een internationaal vliegveld, Frans Kaisiepo Airport, genoemd naar Frans Kaisiepo, de eerste gouverneur van Irian Jaya na de overdracht van het bestuur aan Indonesië in 1963. Het vliegveld is al voor de Tweede Wereldoorlog door de Nederlanders aangelegd, en heette voor 1963 Mokmer.

## Religie
De Biakkers zijn in het begin van de 20e eeuw in contact gekomen met de zending. In 1912 werd een zendingspost op Supiori ingericht, en in 1914 een in Bosnik ten oosten van Biak-stad. Het christelijk geloof moest aanvankelijk strijden tegen het geloof van de Biakkers in de voorouders. Dat is niet altijd zonder strubbelingen gegaan. Nadat in 1915 een pokkenepidemie uitbrak viel de bevolking terug in het oude geloof in de voorouders, waarin ook oorlog voeren een belangrijke rol speelde. Onder leiding van luitenant Willem Karel Hendrik Feuilletau de Bruyn trad het Nederlandse leger op en werd de bevolking gepacificeerd. De Biakkers zijn voornamelijk protestants (85%). Daarnaast is een klein deel van de bevolking rooms-katholiek. Als gevolg van de toestroom van migranten heeft Biak een zich uitbreidende moslimbevolking, die voornamelijk beperkt is tot Biak-stad.

## Flora en fauna

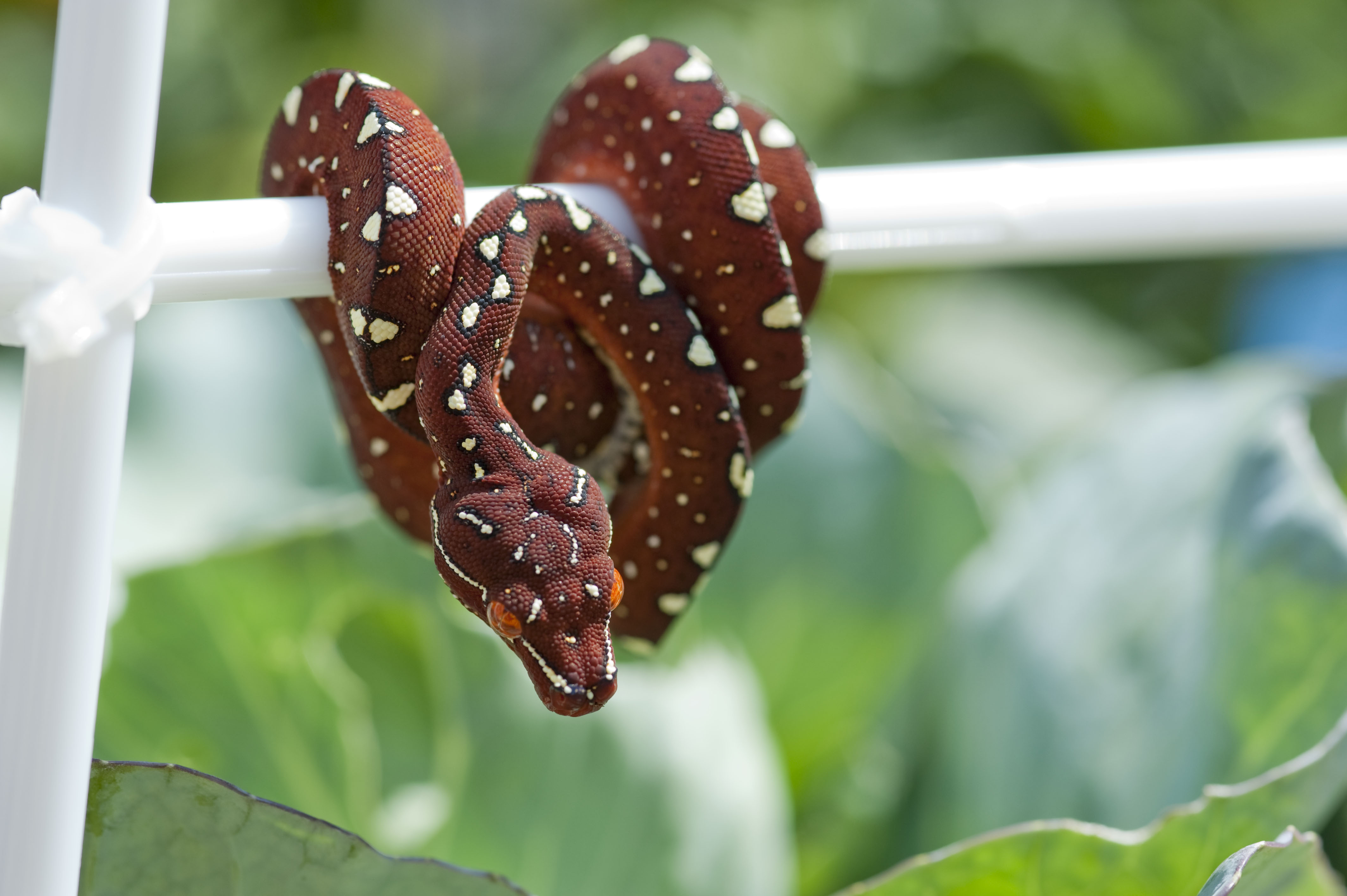
Een juveniele groene boompython van de Biakvariëteit.

Biak heeft een tropisch klimaat en is deels begroeid met bos. Er leven verschillende reptielen zoals de varaan Varanus kordensis en de slang Dendrelaphis calligastra. Een typische verschijningsvorm van de groene boompython die afkomstig is van het eiland Biak wordt wel de Biakvariëteit genoemd. Deze dieren zijn erg gewild in de reptielenhandel vanwege de bonte kleuren bestaande uit een rode basiskleur met witgele vlekken.
Er komen enkele soorten amfibieën voor op Biak, de kikker Oreophryne kapisa is alleen bekend van Biak en dit geldt ook voor de boomkikker Litoria biakensis, die zelfs naar het eiland is vernoemd. Op Biak komen ten slotte verschillende endemische vogelsoorten voor:
- Zwartvleugellori (Eos cyanogenia)
- Biakmonarch (Myiagra atra)
- Biakspoorkoekoek (Centropus chalybeus)
- Biakdwergooruil (Otus beccarii)
- Biakbrilvogel (Zosterops mysorensis)
- Biakvlagstaartijsvogel (Tanysiptera galatea riedelii) is een ondersoort van de vlagstaartijsvogel (Tanysiptera galatea).